# Runcinia affinis
Runcinia affinis är en spindelart som beskrevs av Simon 1897. Runcinia affinis ingår i släktet Runcinia och familjen krabbspindlar. Inga underarter finns listade i Catalogue of Life.